# Corynorhinus mexicanus
Corynorhinus mexicanus é uma espécie de morcego da família Vespertilionidae. Endêmica do México, pode ser encontrada de Sonora e Coahuila até Michoácan, e na ilha Cozumel. Existe um registro antigo em Yucatán.